# Jean Garnier (Grammatiker)
Jean Garnier (* im 16. Jahrhundert in Avignon; † 6. Januar 1574 in Kassel) war ein französischer evangelischer Theologe, Romanist und Grammatiker.

## Leben und Werk
Jean Garnier (Joannes Garnerius) war ein calvinistischer Prediger aus Avignon. Er wurde 1550 Französischlehrer der Prinzen von Hessen und besetzte 1560 einen Lehrstuhl für Theologie an der Universität Marburg. Von 1562 bis 1566 war er in Metz, dann bis zu seinem Tod Hofprediger in Kassel.
Garnier ist vor allem bekannt für seine 1558 erschienene lateinisch geschriebene Grammatik des Französischen, die er für die Söhne von Philipp I. verfasste, Ludwig IV. und Philipp II. Sie erlebte mehrere Auflagen und wurde 2006 mit französischer Übersetzung neu herausgegeben.

## Werke
- Institutio gallicae linguae, in usum juventutis germanicae… authore Joan. Garnerio, Genf 1558, Nachdruck Genf 1972; Genf 1591 (Digitalisat); Genf 1593 (Digitalisat)
- Institution de la langue française, hrsg. von Alain Cullière, Paris 2006 (lateinisch und französisch)